# Sophoreae
Tông Thermopsideae là một tông thực vật thuộc họ Fabaceae.
Các chi sau đây thuộc tông này theo USDA:
- Acosmium Schott
- Airyantha Brummitt
- Alexa Moq.
- Ammodendron Fisch. ex DC.
- Amphimas Pierre ex Harms
- Angylocalyx Taub.
- Baphia Afzel. ex Lodd. et al.
- Bolusanthus Harms
- Bowdichia Kunth
- Calia Berland.
- Camoensia Welw. ex Benth. & Hook. f.
- Castanospermum A. Cunn. ex Hook.
- Cladrastis Raf.
- Clathrotropis (Benth.) Harms
- Dalhousiea Wall. ex Benth.
- Dicraeopetalum Harms
- Diplotropis Benth.
- Dussia Krug & Urb. ex Taub.
- Guianodendron Sch. Rodr. & A. M. G. Azevedo[2]
- Haplormosia Harms
- Leptolobium Vogel[2]
- Leucomphalos Benth. ex Planch.
- Luetzelburgia Harms
- Maackia Rupr.
- Monopteryx Spruce ex Benth.
- Myrocarpus Allemão
- Myrospermum Jacq.
- Myroxylon L. f.
- Neoharmsia R. Vig.
- Ormosia Jacks
- Panurea Spruce ex Benth. & Hook. f.
- Pericopsis Thwaites
- Petaladenium Ducke
- Platycelyphium Harms
- Sakoanala R. Vig.
- Salweenia Baker f.
- Sophora L.
- Spirotropis Tul.
- Styphnolobium Schott
- Sweetia Spreng.
- Uleanthus Harms
- Uribea Dugand & Romero
- Xanthocercis Baill.

## Hình ảnh

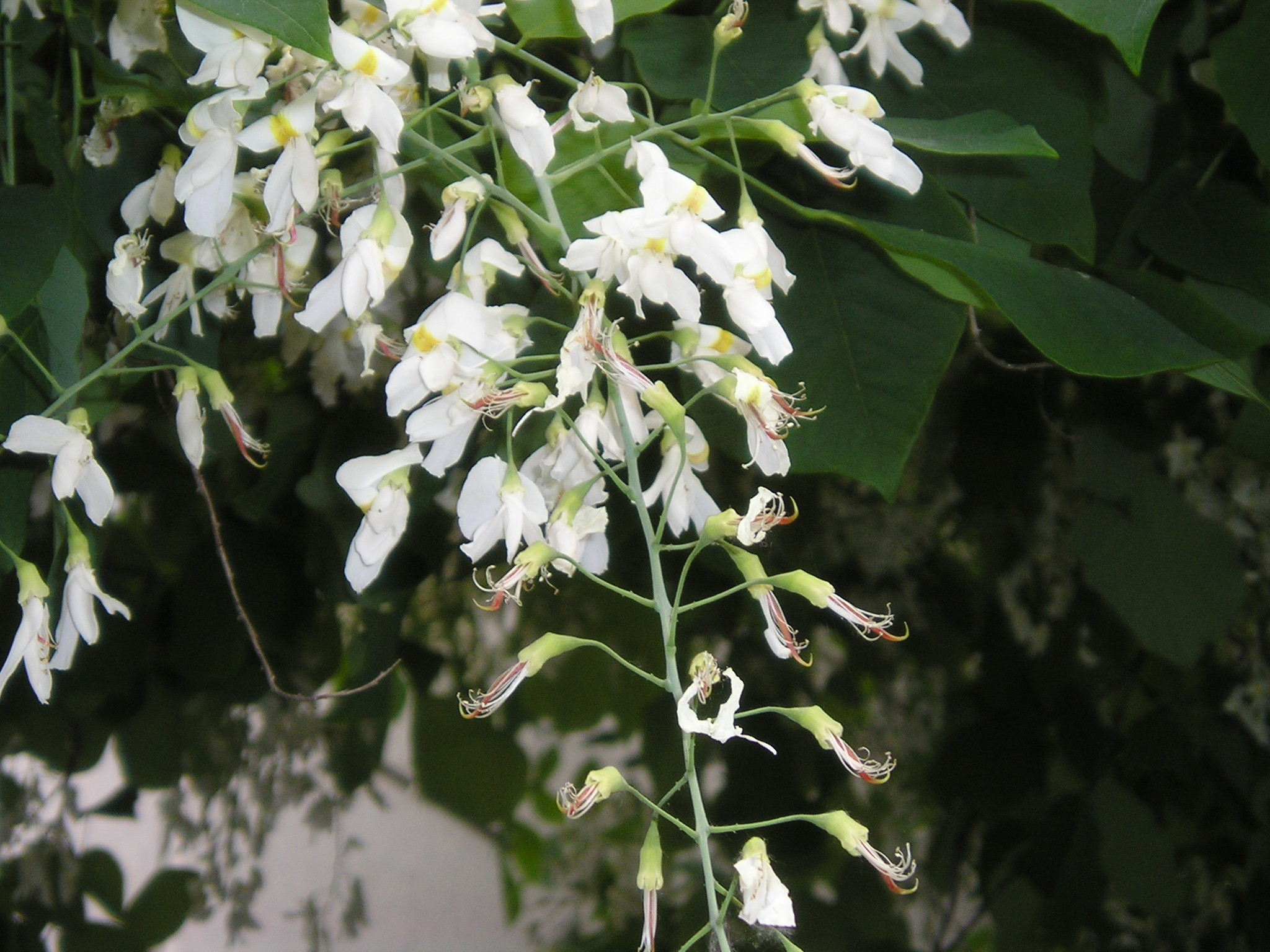
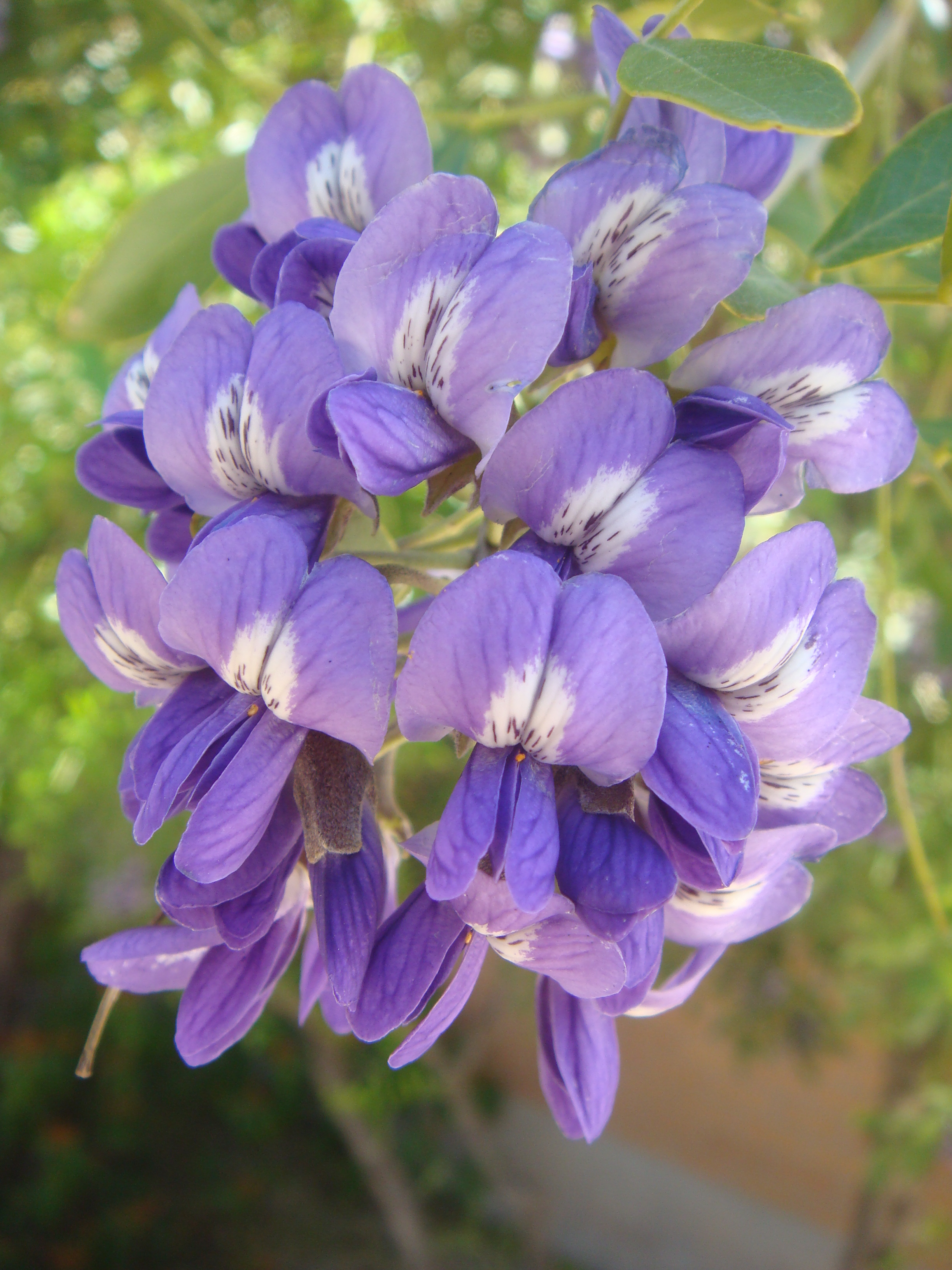
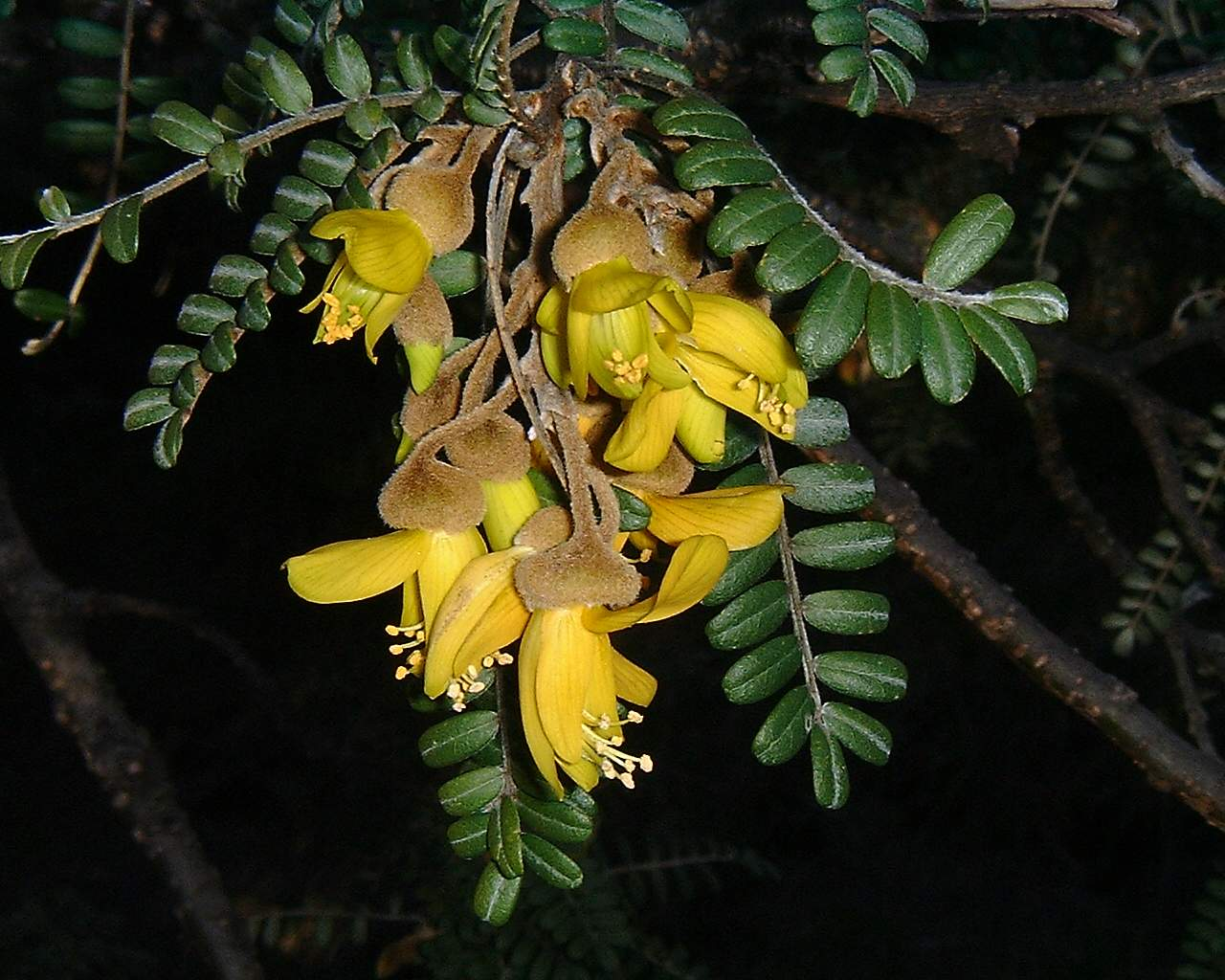
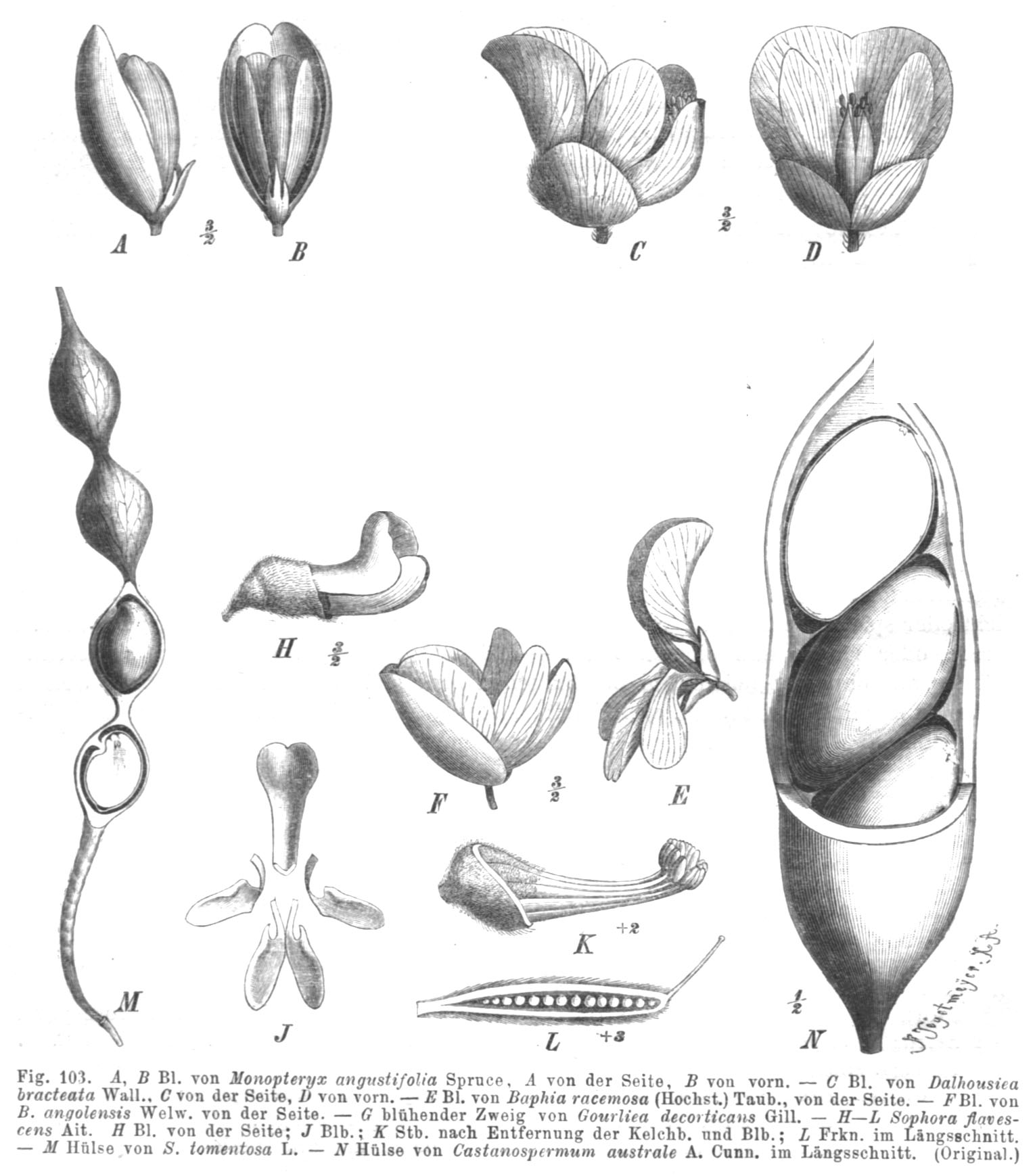